# REX 恐竜物語
『REX 恐竜物語』（レックス きょうりゅうものがたり）は、1993年7月3日に公開された日本映画。安達祐実の映画デビュー作。キャッチコピーは「それは、地球からの贈りもの。レックス。ともだちは、レックス。」。
2002年の『ロード・オブ・ザ・リング』に抜かれるまで松竹の歴代興行収入（配給収入）1位だった。
CLAMPにより漫画化（コミカライズ）、関修一により絵本化されている。

## あらすじ
古生物学者・立野昭良と娘の千恵は、北海道の山奥の洞窟で恐竜（ティラノサウルス）の卵を発見した。孵化した恐竜はレックスと名付けられ、千恵が母親代わりとなって育てる。

## 登場人物
立野 千恵（たての ちえ）
演 - 安達祐実
立野 昭良（たての あきら）
演 - 渡瀬恒彦
伊藤 直美（いとう なおみ）
演 - 大竹しのぶ
福富 吉行（ふくとみ よしゆき）
演 - 伊武雅刀
信田 仙次郎（しのだ せんじろう）
演 - 常田富士男
伊藤 早苗（いとう さなえ）
演 - 草笛光子
盛岡 大助（もりおか だいすけ）
演 - 平田満
愛川 健太（あいかわ けんた）
演 - 山崎裕太
坂本 久夫（さかもと ひさお）
演 - 佐藤蛾次郎
CFガール
演 - 樹木希林
犬を連れた婦人
演 - 塩沢とき
その他
演 - ribbon（永作博美・松野有里巳・佐藤愛子）、寺田理恵子、野崎海太郎、貞永敏 ほか

## スタッフ
- 原作 - 畑正憲『恐竜物語〜奇跡のラフティ〜』
- 監督 - 角川春樹
- 脚本 - 丸山昇一、角川春樹
- 製作 - 角川春樹、奥山和由
- ダイアローグエディター - 内舘牧子
- クリーチャークリエイト - カルロ・ランバルディ
- 音楽 - 朝川朋之
- 撮影 - 飯村雅彦
- 照明 - 小林芳雄
- 美術 - 稲垣尚夫
- 録音 - 瀬川徹夫
- 効果 - 倉橋静男（サウンドボックス）
- 編集 - 板垣恵一、荒川鎮雄
- 特技監督 - 大岡新一
- セカンドユニット監督 - 長谷川計二
- 助監督 - 原田昌樹
- スノーモービルスタント - 海藤幸広
- アイヌ文化監修 - 秋辺今吉
- コミカライズ - CLAMP
- ビジュアルエフェクト・現像 - IMAGICA
- CG - LINKS Corporation
- ミニチュア - 特殊美術GAM
- MA - アオイスタジオ
- プロデューサー - 霜村裕
- 制作協力 - 東映東京撮影所
- 製作 - 「REX」製作委員会
- 配給 - 松竹

## 楽曲
- 主題歌 - 米米CLUB『ときの旅路 〜REXのテーマ〜』
- 挿入歌 - 米米CLUB『GOOD NIGHT』、安達祐実『REX 恐竜物語』

## 製作

### 企画・脚本
当初は角川春樹によってハリウッドで製作される予定だったが、製作1弾として作られた『ルビー・カイロ』が失敗し、本作の製作が中断。その後、映画『ジュラシックパーク』が公開されたため、二番煎じを嫌って日本向けのファミリー映画として、『蒲田行進曲』から付き合いのある奥山和由と共に、松竹との共同で製作された。10歳の子供と35歳前後の親が満足するよう、上映時間の構成が行われ、上映時間は1時間45分程度に設定され、それに合わせて、角川と脚本家の丸山昇一によって、恐竜の卵を孵化させるまで35分、恐竜が成長してヒロインと家出するまで35分、ラストまで35分という、3幕構成の脚本が考案された。また鑑賞する大人に向けては、母と娘の相克を描き、一度は娘を捨てた母親が絆を取り戻せるかというドラマと、娘が恐竜に対して母親になるドラマを、2つ重ね合わせた構成が行われた。
本作品が公開された1993年は、日米で恐竜ブームが起きており、特に恐竜の子供が登場する作品が多く、本作品もその1つに数えられる。製作費約20億円中、松竹が1億円を負担した。宣伝費4億5千万円。

### キャスティング
当時安達は別の映画の仕事が内定していたが、この映画の話を聞いた事務所社長(当時)の相澤秀禎自らの裁定でこの映画に出演させたという。

### 美術
劇中で安達扮する千恵が使用しているオカリナは、オカリナ奏者の寿和が製作したものである。また、劇中で流れるオカリナの演奏は、同じくオカリナ奏者である宗次郎による。
レックスの着ぐるみは『E.T.』などの造形も担当したカルロ・ランバルディによるもので、製作には500万ドルを費やしたといわれる。

### 撮影
愛知県豊橋市の豊橋自然史博物館ハッシーワールドなどを中心に撮影されている。

## 興行
高稼動のため10週間興行を14週間興行に変更する予定だったが、角川春樹製作者兼監督のコカイン事件のため当初の10週間興行で打ち切られた。また、事件で世間を騒がせたお詫びとして、チケットが100円で販売された。打ち切りがなければ配収は30億円が見込まれていたという。前述のように松竹が負担した1億円を支払い、角川側は公開時では赤字になったとされる。

## 作品の評価
角川春樹の逮捕で、9月初旬、スポーツ新聞など活字媒体は角川を『汚れた英雄』と見出しに書き立てた。本作も映画評論家からは悪評に満ちたが、封切初日の劇場に詰めかけた子供たちは上映終了後一斉に拍手したとされる。
野村正昭は「角川春樹の（1993年までの）監督作『汚れた英雄』『愛情物語』『キャバレー』『天と地と』『REX 恐竜物語』の5本は、角川自身のそれぞれの主題への求心性と、ハリウッド的なスペクタクル指向とが、相当に分裂した形で表わになっている」などと評している。

## 受賞歴
- 第11回ゴールデングロス賞全興蓮会長特別賞[11]
- 第17回日本アカデミー賞新人俳優賞（安達祐実）[12]

## テレビ放映
1994年12月16日放送の『金曜ロードショー』で本作品が放送され、解説内で安達がゲスト出演した。また、この放送日の翌日に公開される『家なき子』の劇場版の予告が流れた。

## 関連商品
原作小説
畑正憲による著。映画とは内容が異なっている。
また、映画化に伴って装丁がリニューアルされた。その際、サブタイトルは変更になっている（以下の表記はリニューアル後のもの）。元のサブタイトルは奇跡のラフティ。
- REX 恐竜物語 上（1987年6月1日発売、角川文庫刊行）
- REX 恐竜物語 中（1987年7月1日発売、角川文庫刊行）
- REX 恐竜物語 下（1987年8月1日発売、角川文庫刊行）

VHS
- REX 恐竜物語 (1994年1月21日発売 発売元角川書店 販売元ポニーキャニオン)PCVE-70151

漫画
CLAMPによる映画コミカライズ。単行本書き下ろし。
- REX 恐竜物語（1993年6月23日発売、あすかコミックスDX刊行）

絵本
関修一による著。
- REX 四季 NEWTYPE GARDEN STORIES（2013年4月発売、角川書店刊行）

人形・ぬいぐるみ
海洋堂によりソフビ人形が大サイズと小サイズが発売された。
他、各社よりぬいぐるみが発売されている。